# Thamnea uniflora
Thamnea uniflora är en tvåhjärtbladig växtart som beskrevs av Soland. och Adolphe-Théodore Brongniart. Thamnea uniflora ingår i släktet Thamnea och familjen Bruniaceae. Inga underarter finns listade.